# Макферсон, Джон
Сэр Джон Макферсон, 1-й баронет (1745 — 12 января 1821) — шотландский государственный деятель, занимал в 1785—1786 годах пост и. о. генерал-губернатора Индии.

## Ранняя жизнь
Макферсон родился в 1745 году на полуострове Слейт на острове Скай, Шотландия, где его отец, Джон Макферсон (1710—1765), был священником.
Его матерью была Джанет, дочь Дональда Маклауда из Бернеры. Его отец, будучи сыном Дугалда Макферсона, священника Дуйриниша, отличился в классических языках в Абердинском университете (магистр искусств в 1728 году, доктор богословия в 1761) и был священником на острове Барра (1734—1742) — в пресвитерии Уиста — и на полуострове Слейт (1742—1765). Старший сын Мартин Макферсон (1743—1812) сменил отца в Слейте и в будущем заслужил похвалы Сэмюэля Джонсона во время его визита в Шотландию.
Джон, будучи младшим сыном, получил образование в Королевском колледже в Абердине и в Эдинбургском университете.

## Первое путешествие в Индию
В марте 1767 года он отплыл в Индию, номинально как эконом судна Ост-Индской компании, под командованием своего дяди по материнской линии, капитана Александра Маклауда. Макферсон высадился на берег в Мадрасе, где был официально представлен Мохаммеду Али, навабу Карнатики. Последний, чьи дела были в плачевном состоянии, занимал большие суммы денег под высокие проценты у чиновников Ост-Индской компании в Мадрасе. Прижатый своими кредиторами, он отправил Макферсона с тайной миссией в Англию, с целью выразить от его имени протест правительству. Макферсон прибыл в Англию в ноябре 1768 года. Он имел несколько встреч с премьер-министром Огастасом Фицроем, 3-м герцогом Графтоном, который в конечном счёте отправил сэра Джона Линдсея, как чрезвычайного посла короля, решить вопрос с претензиями наваба. Это поручение, будучи нестандартным и неоправданным, было опротестовано компанией, и Линдсей был отозван.

## Второе путешествие в Индию
Макферсон вернулся в Индию в январе 1770 года, чтобы занять должность писца в службе компании. Он остался на шесть лет в Мадрасе, занявшись административной работой. Макферсон также возобновил своё знакомство с навабом, которому, как сам потом признавался, он периодически предоставлял денежные займы. В 1776 году Джордж Пигот, 1-й барон Пигот, губернатор Мадраса, заполучил письмо, отправленное навабу Макферсоном, в котором затрагивались детали, касаемые миссии последнего в Англии. Этот документ, среди прочего, содержал резкие отзывы о деятельности компании и свидетельствовал, что Макферсон был вовлечён в заговор, чтобы настроить правительство против неё. По этой причине он был уволен лордом Пиготом со службы. Он вернулся в Англию в 1777 году, предварительно обеспечив себя новыми посланиями правительству от наваба.

## Член парламента от Криклейда (1779—1782)
Макферсон остался в Англии на четыре года. С апреля 1779 по май 1782 года он заседал в Палате общин от Криклейда и был одним из шести членов, подозревавшихся в получении денег от наваба Карнатики в обмен на поддержку его интересов в парламенте.

## Назначение в Калькутту
Макферсон обратился в Совет директоров Британской Ост-Индской компании с обжалованием своего увольнения властями Мадраса и был восстановлен в своей должности. Однако прежде, чем он смог вернуться в Мадрас, в январе 1781 года Макферсон был назначен лордом Нортом, которого он поддерживал, на место в высшем совете Калькутты, освободившееся после ухода Ричарда Барвелла. Назначение подверглось сильной критике в обществе, также в 1782 году комитет Палаты общин заявил, что прежняя деятельность Макферсона, направленная на поддержку претензий наваба, могла подвергнуть опасности мир в Индии.

## Генерал-губернатор
В феврале 1785 года как старший член совета он стал генерал-губернатором после ухода Уоррена Гастингса. Принял меры к решению финансовых проблем, накопившихся в государстве.
Вскоре после назначения Макферсона на высшую должность вождь маратхов Махададжи Синдхия, под чьим контролем находился Шах Алам II, номинальный император Индии, потребовал от англичан 4 млн фунтов как задолженность по той сумме, которую они обещали выплатить императору в 1765 году. Макферсон в ответ стал настаивать на немедленном отказе от данного требования, угрожая войной в случае повторного обращения. Для дальнейшей защиты от притязаний Махададжи Синдхия он назначил Чарльза Малета английским посланником в Пуне, общепризнанной столице Маратхской конфедерации. В 1786 году маратхи объявили войну Типу, султану Майсура. Макферсон предложил им помощь в виде трёх батальонов, которые в случае согласия были бы наняты для защиты маратхских территорий. Предложение осталось непринятым вплоть до конца генерал-губернаторского срока Макферсона и было отозвано его преемником.

## Возвращение в Англию
10 июня 1786 года Макферсону был пожалован титул баронета; уже в сентябре на посту генерал-губернатора его сменил Чарльз Корнуоллис, после чего он вернулся в Англию.
Друзья Макферсона предприняли попытку доказать, что срок пребывания на посту генерал-губернатора по закону составляет пять лет и что смещение их друга только после 20 месяцев службы является несправедливостью. Требование, для которого не было никаких других оснований, было отклонено, и тогда Макферсон попытался заполучить от Генри Дандаса заверение в том, что именно он сменит Корнуоллиса на посту или хотя бы вернётся на своё старое место в Бенгальском совете. Однако и в этом ему было отказано. Единственной целью данных претензий Макферсона к правительству было получение крупной денежной компенсации; после того как его шансы вернуть должность стали безнадёжными, он обратился к Совету директоров за пенсией в 2000 фунтов в год. После некоторых проволочек он получил сумму в 15 301 фунт и 7 шиллингов, выплаченную тремя частями в период с 1 марта 1789 по 1 марта 1790 года. В июне 1809 года он сверх того получил пенсию в 1000 фунтов в год.
В 1788 году Макферсон снова был избран в Палату общин от Криклейда, но был лишён поста за взяточничество по петиции его оппонентов и присуждён к штрафу в 3000 фунтов. После этого он присоединился к партии вигов и вплоть до 1802 года находился в хороших отношениях с принцем Уэльским. В 1789 году Макферсон посетил Флоренцию, где его совета по финансовым и административным вопросам попросил сам великий герцог Леопольд. После того, как Леопольд стал императором в 1790 году, Макферсон посетил его в Вене, где благодаря своей внешности и изящным манерам он стал популярен в высшем свете. С сентября 1796 по июнь 1802 года он являлся членом парламента от Хоршема. В 1806 году при обсуждении положения дел в Индии Уитшед Кин, член парламента от Монтгомери, воспользовался возможностью, чтобы обсудить отношения Макферсона с навабом Карнатики. На эти обвинения Макферсон ответил открытым письмом от 31 мая 1806 года, в котором он отметил, что благодаря тесным отношениям с навабом он узнал о секретных предложениях, сделанных ему Францией, и что обнародование их сослужило большую службу британскому правительству. Также он добавил, что его претензии к навабу Карнатики так и остались неоплаченными.
Умер Макферсон умер неженатым 12 января 1821, с его смертью баронетство пресеклось.